# Erich Frost

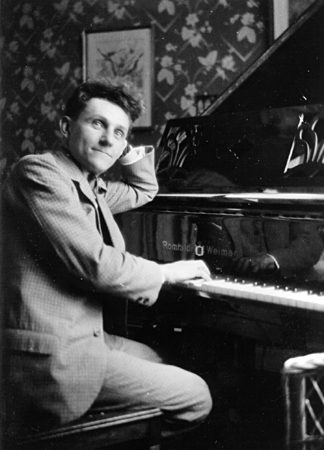
Erich Hugo Frost (1900–1987)

Erich Hugo Frost (Leipzig, 22 december 1900 - Lübeck, 30 oktober 1987) leidde de activiteiten van Jehova's getuigen in Duitsland en werd in de periode van het nationaalsocialisme vervolgd.

## Vroege leven
Vanaf 1919 studeerde Frost muziek in Leipzig. Zijn moeder werd lid van de Bijbelonderzoekers, een voorloper van Jehova's getuigen. Op 4 maart 1923 werd Frost zelf als Bijbelonderzoeker gedoopt. Nadat hij zijn muziekstudie had stopgezet, verdiende Frost zijn geld met opdrachten in koffiehuizen en uitgaansgelegenheden.
In 1924 kreeg Erich Frost van het Wachttorengenootschap de opdracht om toezicht te houden op het lectuurdepot in Leipzig. Vanaf 1928 nam hij deel aan de uitvoeringen van het Photo-Drama der Schepping in Duitsland. In Szczecin nam Frost de muzikale begeleiding van de stomme film over. Vanaf 1932 werd het Photo-Drama in Oost-Pruisen opgevoerd. Hij bezocht vele gemeenten van Jehova's getuigen als reizend opziener ("pelgrimsbroeder").

## Periode van het nationaalsocialisme
Nadat het naziregime Jehova's getuigen verbood, werd Frost voor het eerst gearresteerd in het voorjaar van 1934. Na tien dagen hechtenis werd hij vrijgelaten. Na korte tijd slaagde hij erin terug te keren naar Tsjechoslowakije. Daar voerde hij het Photo-Drama 122 keer op. In mei 1935 keerde Frost terug naar Duitsland. Op 13 juni 1935 werd hij opnieuw gearresteerd en voor vijf maanden opgesloten in het concentratiekamp KZ Columbia in Berlijn.
In september 1936 werd in Luzern (Zwitserland) een congres van Jehova's getuigen gehouden. Frost kreeg de leiding over de ondergrondse activiteiten van Jehova's getuigen in Duitsland door Joseph Franklin Rutherford, ter vervanging van Paul Balzereit, de vorige leider. Frost organiseerde op 12 december 1936 een rijksbrede pamflettencampagne. Op 21 maart 1937 werd Frost gearresteerd door tien leden van de Gestapo. Frost zat tot het uitbreken van de Tweede Wereldoorlog vast in kamp Esterwegen. In juli 1937 werd ook zijn vrouw gearresteerd. Hun zoon viel binnen het nationale opvoedingsprogramma.
Na het uitbreken van de oorlog werd Frost overgebracht naar het concentratiekamp Sachsenhausen. Hier componeerde hij het lied "Voorwaarts, getuigen!".
Frost werd ook toegewezen aan een werkdetachement dat een huis moest bouwen voor hoge SS-officieren aan de Wolfgangsee. Daarna werd hij ingezet bij de SS Bouwbrigade I in het concentratiekamp op het Kanaaleiland Alderney. Daarna volgde het retourtransport per schip naar Saint-Malo en ten slotte per trein via Frankrijk, België en Nederland naar Duitsland. Oorspronkelijk zou Frost samen met andere gevangenen op schepen tot zinken worden gebracht in de baai van Kiel. Maar het transport werd omgeleid naar Oostenrijk. Hij werd op 5 mei 1945 bevrijd.

## Na de oorlog
Frost was de opziener van het Wachttorengenootschap in Maagdenburg totdat het op 30 augustus 1950 door de DDR werd verboden. Daarna was hij de opziener van het nieuwe bijkantoor van het Wachttorengenootschap in Wiesbaden. In 1955 nam hij om gezondheidsredenen ontslag uit deze functie.

### Aantijgingen
Halverwege de jaren vijftig probeerde het Oost-Duitse Ministerie voor Staatsveiligheid (Stasi) Frost te rekruteren als Inoffizieller Mitarbeiter (IM - "onofficiële werknemer"). De codenaam van het operationele proces was "Winter". Op 12 juli 1956 vond de ontmoeting tussen een IM en Frost plaats in Wiesbaden, die niet succesvol was. De Stasi begon vervolgens jarenlang de persoon Erich Frost in diskrediet te brengen. Er werd een pamflet verspreid met de titel: Erich Frost – Der Verräter an der Sache Jehovas, "Erich Frost - De verrader van Jehova's zaak". In de uitgave van 19 juli 1961 van het tijdschrift Der Spiegel stond een bericht over Erich Frost, getiteld Väterchen Frost, "Vadertje Frost". Dit artikel verwees naar de verslagen van de verhoren van de Gestapo en beschuldigde hem ervan verschillende geloofsgenoten te hebben verraden terwijl hij in de gevangenis zat. Deze informatie was door de Stasi aan Der Spiegel doorgegeven, zoals later bleek; de redactie rectificeerde de beschuldiging.
Er waren echter meer aantijgingen tegen Frost. Volgens eigen zeggen vroeg hij Knorr, destijds president van het Wachttorengenootschap, of hij zich tegen die aantijgingen moest verdedigen. Knorr antwoordde dat hij er geen aandacht aan moest schenken. "We stoppen ze in een dossier", dat wil zeggen: we leggen ze naast ons neer en besteden er geen tijd aan. In zijn boek Jehovah's Witnesses and the Third Reich ("Jehova's getuigen en het Derde Rijk") heeft James Penton kopieën en vertalingen opgenomen van de verslagen van de Gestapo die zijn gemaakt tijdens en na de martelsessies van Frost en andere leiders van Jehova's getuigen in Nazi-Duitsland. Ze tonen volgens Penton aan dat bijna ieder van hen doorsloeg onder de extreme martelingen en gegevens vertelde over hun geloofsgenoten.

### Na 1964
In 1964 verliet Erich Frost het bijkantoor als voltijdwerknemer. Hij verwierf bekendheid als spreker op de congressen van Jehova's getuigen, bijvoorbeeld in Neurenberg in 1946, 1953 en 1955, in Berlijn in 1949 en 1951, en in Hamburg in 1961. Erich Frost stierf op 30 oktober 1987 op 86-jarige leeftijd.